# 11月29日
11月29日（じゅういちがつにじゅうくにち）は、グレゴリオ暦で年始から333日目（閏年では334日目）にあたり、年末まであと32日ある。

## できごと
- 1687年（貞享4年10月25日） - 松尾芭蕉が、父の33回忌を営むため江戸を出発[1]。
- 1830年 - ロシア帝国支配下のポーランド・ワルシャワで十一月蜂起が起こる。
- 1850年 - プロイセン王国・オーストリア帝国・ロシア帝国がオルミュッツ協定を締結。プロイセンによるドイツ統一が頓挫。
- 1864年 - インディアン戦争・コロラド戦争: サンドクリークの虐殺。
- 1872年 - インディアン戦争・モードック戦争: ロスト川の戦い。
- 1875年 - 京都市に同志社英学校（同志社大学の前身）が開学[2]。
- 1877年 - トーマス・エジソンが自身が発明した蓄音機を初めて公開。
- 1890年 - 大日本帝国憲法施行。同日、第1回帝国議会が開会（翌1891年3月7日まで）。
- 1893年 - 武漢に自強学堂（後の武漢大学）が設立される。
- 1899年 - FCバルセロナ設立。
- 1910年 - 白瀬矗率いる南極探検隊27人が、木造船「開南丸」で芝浦埋立地（現在の芝浦ふ頭）を出港[3]。
- 1913年 - 国際フェンシング連盟設立。
- 1919年 - 大和運輸（現在のヤマトホールディングス）設立。
- 1924年 - 東京音楽学校でベートーヴェンの交響曲第9番全4楽章が日本で初めて上演される[4]。
- 1929年 - リチャード・バードらが史上初めて南極点上空を飛行。
- 1934年 - 日本初のアメリカンフットボール試合を東京・明治神宮外苑競技場で開催。
- 1942年 - 新潟県松ヶ崎村の村営渡船「富士丸」が阿賀野川で沈没。乗客ら27人が死亡・行方不明[5]。
- 1943年 - ブーゲンビル島の戦い: ナボイの戦いで日本軍が勝利。
- 1944年 - ソ連軍によるアルバニアの全土解放が行なわれ、アルバニアがイタリア軍からの独立を宣言。同日、アルバニア共産党を中心とする社会主義臨時政府が設立。
- 1945年 - ユーゴスラビア社会主義連邦共和国が建国を宣言[6]。
- 1945年 - 明治神宮野球場でプロ野球が再開。東西対抗形式で試合が行われた[7]。
- 1947年 - 国連総会でパレスチナ分割決議（国連決議181号）可決。
- 1947年 - 第一次インドシナ戦争: ミーチャック村虐殺。
- 1953年 - 分党派自由党が解体。鳩山一郎ら29人が吉田茂の自由党に復党。三木武吉は日本自由党を結成[8]。
- 1960年 - ラジオ東京が「東京放送」に社名変更。略称も「KRT」から「TBS」に変更。
- 1963年 - トランスカナダ航空831便墜落事故。
- 1972年 - アタリがビデオゲーム『ポン』をリリース。
- 1973年 - 大洋デパート火災。 買い物客と店員数千人が被害に遭い、犠牲者は103人。デパート火災としては史上最悪の惨事[9]。
- 1976年 - 荒井由実と松任谷正隆が横浜山手教会で結婚[10]。
- 1980年 - 川崎市で金属バット両親殺害事件発生。
- 1985年 - 国鉄民営化に反対する過激派による国電同時多発ゲリラ事件。総武線の浅草橋駅が放火されるなどして3,274本の電車や列車が止まり1000万人を超える乗客が影響を受けた[11]。
- 1987年 - 大韓航空機爆破事件。
- 1990年 - 湾岸戦争: 国連安保理で安保理決議678（対イラク武力行使容認決議）を採択。
- 1991年 - 営団地下鉄（現在の東京メトロ）南北線駒込駅 - 赤羽岩淵駅間が開業。
- 2003年 - イラク日本人外交官射殺事件が発生。
- 2016年 - 富山県立山（室堂）にて雪崩が発生。東京工業大学の学生3人が巻き込まれ1人が死亡[12]。
- 2017年 - 横綱日馬富士が巡業中に起こした暴行事件への責任を取り引退[13][14]。
- 2019年 - 10月以降続いていた反政府デモで多数の死者が発生したイラクで、アブドルマハディ首相が辞意を表明[15]。
- 2019年 - イギリスのロンドン橋付近で、刃物を持った男が通行人を襲撃する事件が発生し、２人が死亡。男は駆け付けた警察官に射殺された[16]。
- 2022年 - アメリカワシントンの連邦地裁が、2021年1月に、ジョー・バイデン大統領の選挙勝利の認定を妨げる目的で米議会を襲撃した極右団体「オース・キーパーズ」の創設者に、有罪評決を言い渡す[17]。
- 2023年 - 屋久島沖米軍オスプレイ墜落事故が発生。
- 2024年 - オーストラリア議会で16歳未満のSNS利用を禁止する法案が可決される。

## 誕生日

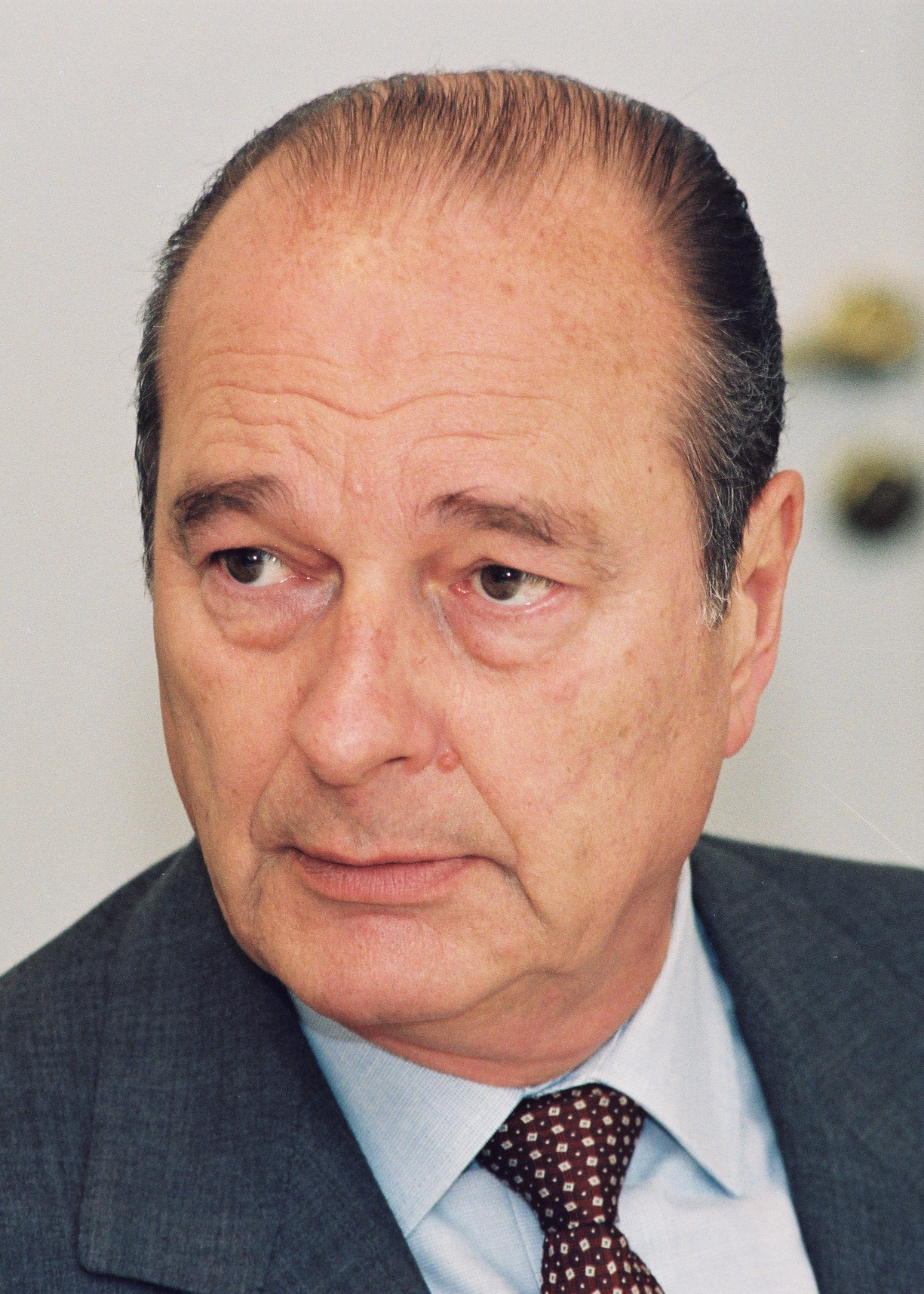
第6・10代フランス首相、第22代フランス大統領及びアンドラ共同大公ジャック・シラク(1932-2019)誕生。

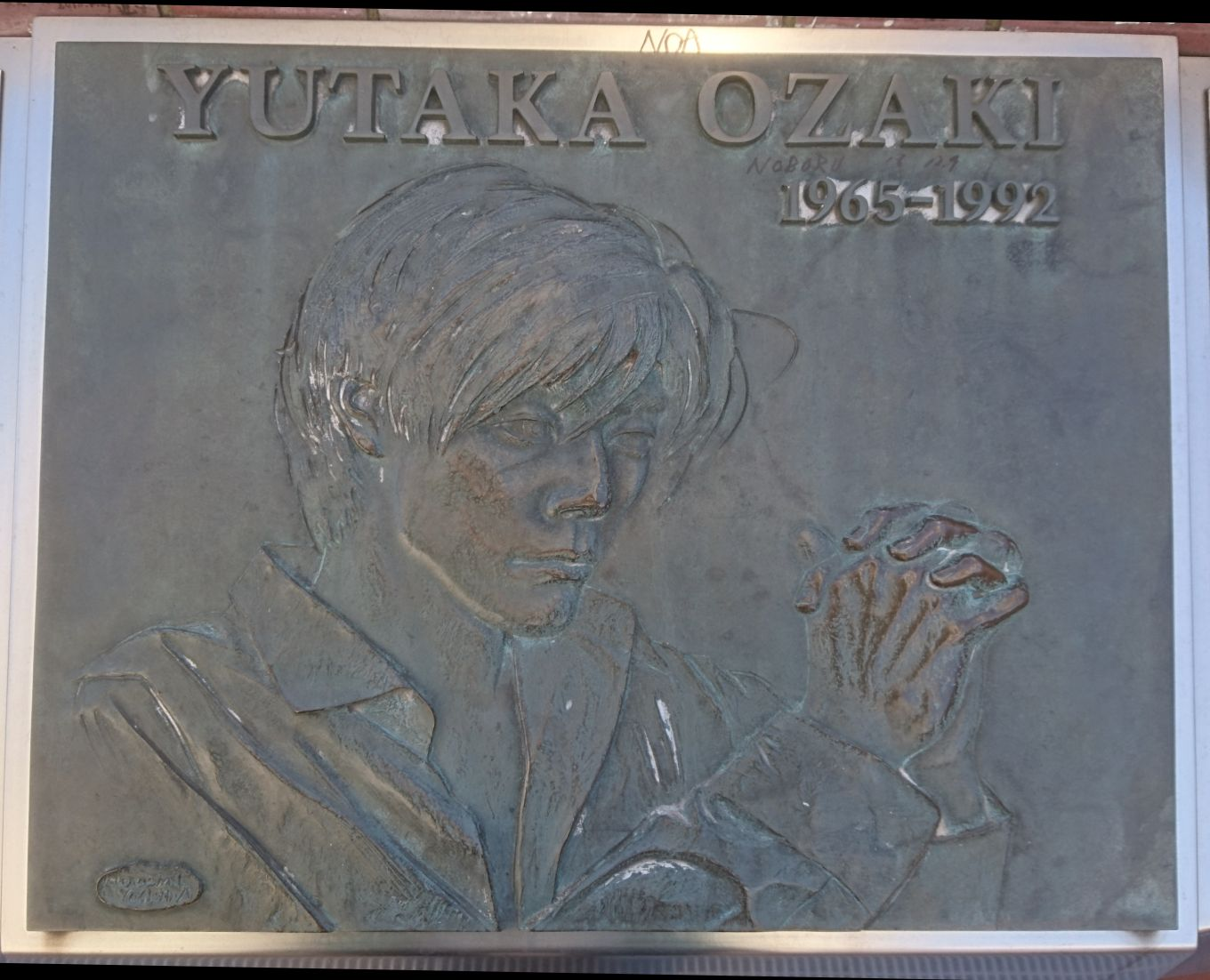
シンガーソングライター尾崎豊(1965-1992)誕生。画像は渋谷クロスタワーテラスにある尾崎豊の記念レリーフ。

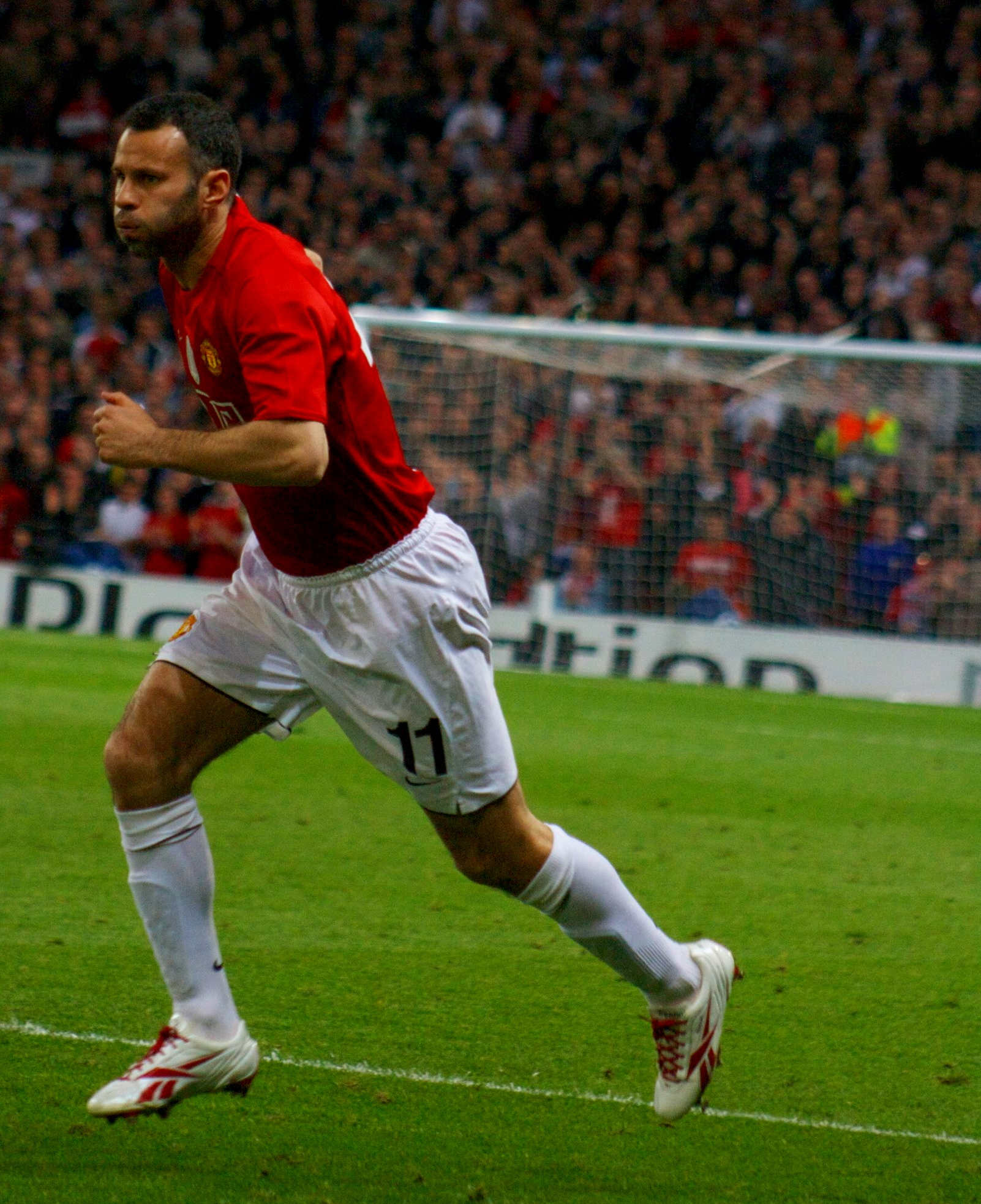
サッカー指導者、元選手ライアン・ギグス(1973-)誕生。左利きのウィンガーMFとして、長年マンチェスター・ユナイテッドFCで活躍した。

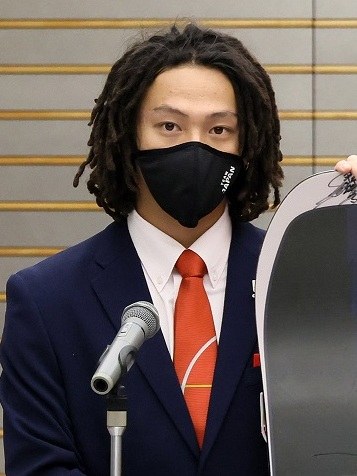
2022年北京五輪スノーボードハーフパイプ金メダリスト平野歩夢(1988-)誕生。

- 1427年（宣徳2年11月11日） - 英宗、明の第6代、第8代皇帝（+ 1464年）
- 1624年（寛永元年10月19日） - 酒井忠清、江戸時代初期の譜代大名、老中、大老（+ 1681年）
- 1627年 - ジョン・レイ、博物学者（+ 1705年）
- 1679年 - アントニオ・ファルネーゼ、ファルネーゼ家最後のパルマ及びピアチェンツァ公 （+ 1731年）
- 1690年 - クリスティアン・アウグスト、アンハルト＝ツェルプスト侯、ロシアの女帝エカチェリーナ2世の父 （+ 1747年）
- 1728年 - ヨハン・ゲルハルト・ケーニヒ、医師、植物学者（+ 1785年）
- 1745年（延享2年11月7日）- 島津重豪、薩摩藩の第8代藩主 （+ 1833年）
- 1797年 - ガエターノ・ドニゼッティ、オペラ作曲家 （+ 1848年）
- 1803年 - ゴットフリート・ゼンパー、建築家 （+ 1879年）
- 1803年 - クリスチャン・ドップラー、物理学者（+ 1853年）
- 1813年 - フランツ・ミクロシッチ、言語学者（+ 1881年）
- 1815年（文化12年10月29日）- 井伊直弼、江戸幕府の大老、彦根藩主（+ 1860年）
- 1832年 - ルイーザ・メイ・オルコット、作家（+ 1888年）
- 1835年 - 西太后、清朝皇帝咸豊帝の妃で同治帝生母（+ 1908年）
- 1849年 - ジョン・アンブローズ・フレミング、物理学者（+ 1945年）
- 1856年 - テオバルト・フォン・ベートマン・ホルヴェーク、政治家、5代ドイツ宰相、27代プロイセン首相（+ 1921年）
- 1876年 - ネリー・ロス、政治家（+ 1977年）
- 1882年 - 藤井浩佑、彫刻家（+ 1958年）
- 1893年 - 外山ハツ、教育者（+ 1983年）
- 1895年 - ウィリアム・タブマン、政治家、リベリア大統領 （+ 1971年）
- 1898年 - C・S・ルイス、作家 （+ 1963年）
- 1899年 - エンマ・モラーノ、長寿世界一（+ 2017年）
- 1903年 - 手塚富雄、ドイツ文学者（+ 1983年）
- 1905年 - マルセル・ルフェーブル、カトリック大司教（+ 1991年）
- 1909年 - 田中絹代、女優、映画監督（+ 1977年）
- 1911年 - 本間文子、女優（+ 2009年）
- 1919年 - 木下政文、元プロ野球選手
- 1923年 - 小関隆祺、農学者、環境学者、北海道大学名誉教授、元市立名寄短期大学学長（+ 1991年）
- 1925年 - アイヴァン・モリス、翻訳家、文学研究者（+ 1976年）
- 1925年 - ミニー・ミノーソ、元プロ野球選手（+ 2015年）
- 1927年 - 長谷川慶太郎、経済評論家、国際エコノミスト（+ 2019年）
- 1927年 - 古田足日、児童文学作家、評論家（+ 2014年）
- 1928年 - 尾崎秀樹、文芸評論家（+ 1999年）
- 1929年 - 實吉達郎、動物学者
- 1930年 - 滝田裕介、俳優（+ 2015年）
- 1931年 - 勝新太郎、俳優（+ 1997年）
- 1931年 - 武内和男、元プロ野球選手
- 1932年 - ジャック・シラク、政治家、フランス大統領（+ 2019年）
- 1933年 - ジェームス・ローゼンクイスト、美術家（+ 2017年）
- 1933年 - ジョン・メイオール、ミュージシャン（+ 2024年）
- 1934年 - 倉俣史朗、インテリアデザイナー（+ 2006年）
- 1935年 - 小城ノ花正昭、元大相撲力士（+ 2006年）
- 1938年 - 柏戸剛、大相撲第47代横綱（+ 1996年）
- 1938年 - 内野宮正英、政治家、元宮崎県児湯郡川南町長（+ 2019年）
- 1940年 - デニー・ドハーティ（英語版）、歌手 (ママス&パパス)（+ 2007年）
- 1940年 - チャック・マンジョーネ、ミュージシャン（+ 2025年）
- 1941年 - 林家ペー、コメディアン
- 1942年 - 高橋長英、俳優
- 1944年 - 大下剛史、元プロ野球選手
- 1944年 - 岩本紘一、元野球選手
- 1947年 - 沢木耕太郎、作家
- 1948年 - 舛添要一、国際政治学会、政治家、元参議院議員、元東京都知事
- 1949年 - 宮沢吾朗、囲碁棋士
- 1949年 - 高橋厚子、元女優
- 1950年 - リービ英雄、日本文学者、小説家
- 1950年 - マイク・イースラー、元プロ野球選手
- 1951年 - 藤沢公也、元プロ野球選手
- 1951年 - 村上知彦、漫画評論家
- 1952年 - 伊藤英敏、声優、ナレーター
- 1952年 - 上温湯隆、冒険家、探検家
- 1952年 - ジョン・D・バロウ、天文学者、物理学者
- 1953年 - 小林麻美、歌手、女優、モデル
- 1953年 - 保坂英二、元プロ野球選手
- 1953年 - 金島正彦、元プロ野球選手
- 1954年 - 金原瑞人、翻訳家、児童文学研究科、法政大学教授
- 1954年 - 渡辺三憲、実業家、三十三フィナンシャルグループ社長、三十三銀行頭取
- 1954年 - 岡山恭崇、元バスケットボール選手
- 1956年 - 扇澤延男、脚本家
- 1956年 - 佐藤千恵美、実業家、元バスケットボール選手
- 1956年 - 定岡正二、元プロ野球選手、タレント
- 1958年 - 三谷悦代、女優
- 1958年 - 平阪佳久、ミュージシャン（ウインズ平阪）
- 1959年 - 宇佐元恭一、シンガーソングライター
- 1959年 - 三浦雅子、声優
- 1960年 - ジル・ロマン、バレエダンサー
- 1960年 - 野口裕美、元プロ野球選手
- 1960年 - キャシー・モリアーティ、女優
- 1960年 - ハワード・ジョンソン、元プロ野球選手
- 1962年 - 高橋真理、元キャスター
- 1962年 - 山下和彦、元プロ野球選手
- 1962年 - 長尾敬、政治家
- 1964年 - 愛華みれ、女優
- 1964年 - 福間未紗、シンガーソングライター
- 1964年 - 上杉裕世、マットペインター
- 1964年 - ドン・チードル、俳優
- 1964年 - 愛本みずほ、漫画家
- 1965年 - 尾崎豊、歌手（+ 1992年）
- 1966年 - 吉田修司、元プロ野球選手
- 1966年 - ジョン・レイフィールド、プロレスラー
- 1969年 - 村上利恵、女優、スーツアクター
- 1969年 - マリアノ・リベラ、元プロ野球選手
- 1969年 - ケイシー・ケラー、元サッカー選手
- 1969年 - ピエール・ファン・ホーイドンク、元サッカー選手
- 1970年 - リュ・スンリョン、俳優
- 1971年 - 石原正敬、政治家、元三重県菰野町長
- 1972年 - 伊藤大士、調教師
- 1972年 - 荻原秀樹、声優
- 1972年 - 田中慎弥、小説家
- 1972年 - 田中稔、プロレスラー
- 1972年 - 早狩実紀、陸上選手
- 1973年 - 平岡恵子、シンガーソングライター
- 1973年 - 村上和成、総合格闘家、プロレスラー
- 1973年 - ふなつ一輝、漫画家
- 1973年 - ライアン・ギグス、サッカー選手
- 1973年 - 桜野みねね、漫画家
- 1974年 - 林志玲、モデル、女優
- 1974年 - 鈴木浩介、俳優
- 1974年 - 白井三二朗、漫画家
- 1974年 - 小松靖、アナウンサー
- 1974年 - 長島清隆、アナウンサー
- 1974年 - 三重野勝己、アナウンサー
- 1974年 - 小林鷹之、政治家
- 1975年 - 隅田美保、女優、元お笑いタレント（元アジアン）
- 1975年 - 菊地昇吾、調教助手、元騎手
- 1975年 - 礒恒之、元プロ野球選手
- 1976年 - 小野寺祐子、漫画家、イラストレーター、アートディレクター
- 1976年 - 小笠原孝、元プロ野球選手
- 1976年 -チャドウィック・ボーズマン、俳優、劇作家、脚本家（+ 2020年）
- 1977年 - マリア・ペトロワ、フィギュアスケート選手
- 1978年 - アレッサンドロ・フェイ、バレーボール選手
- 1979年 - 山本拓司、元プロ野球選手
- 1979年 - ミヒャエル・ラメイ、サッカー選手
- 1979年 - ゲーム、ヒップホップMC
- 1980年 - ブライアン・ウルフ、元プロ野球選手
- 1980年 - イリアス・カシディアリス、政治家
- 1980年 - 森田丈武、元プロ野球選手
- 1980年 - ライアン・マルハーン、プロ野球選手
- 1981年 - 名雪佳代、女優
- 1981年 - 岡野陽一、お笑い芸人（元巨匠）
- 1982年 - 平野有海、気象予報士、元アナウンサー
- 1982年 - ジョン・メンサー、サッカー選手
- 1983年 - もち、漫画家
- 1983年 - 内藤雄太、元プロ野球選手
- 1983年 - クレイグ・ジェントリー、元プロ野球選手
- 1984年 - 小松美羽、銅版画家
- 1984年 - 越川昌和、元プロ野球選手
- 1984年 - カトレゴ・ムフェラ、サッカー選手
- 1984年 - チ・ヒョヌ、俳優
- 1985年 - 田口淳之介、タレント（元KAT-TUN）
- 1985年 - 佐藤弘祐、元プロ野球選手
- 1985年 - シャノン・ブラウン、バスケットボール選手
- 1986年 - 林俊伍、社会起業家、実業家
- 1986年 - 佐藤和沙、元タレント
- 1986年 - 宮﨑祐樹 、元プロ野球選手
- 1987年 - 白沢理恵、歌手
- 1987年 - 日下部知恵、バスケットボール選手
- 1987年 - 武内久士、元プロ野球選手
- 1987年 - マテウシュ・フルシチンスキー、フィギュアスケート選手
- 1988年 - しもがまちあき、声優
- 1988年 - 三輪麻未、ファッションモデル、タレント
- 1988年 - 河添太一、漫画家
- 1988年 ‐ 本橋孝太、騎手
- 1988年 - 高橋美帆、元バレーボール選手
- 1988年 - ラッセル・ウィルソン、アメリカンフットボール選手
- 1988年 - 内山絵里加、アナウンサー
- 1989年 - 田中佑典、体操選手
- 1989年 - 広海、お笑い芸人（広海・深海）
- 1989年 - 深海、お笑い芸人（広海・深海）
- 1989年 - ステファン・ブラドル、オートバイレーサー
- 1990年 - 今井智基、サッカー選手
- 1990年 - イ・ミンヒョク、アイドル、俳優（BTOB）
- 1990年 - 金恩貞、カーリング選手
- 1991年 - 照ノ富士春雄、元大相撲力士、第73代横綱、年寄10代伊勢ヶ濱
- 1991年 - 高柳明音、タレント、アイドル（元SKE48）
- 1991年 - 色紙千尋、タレント、アナウンサー
- 1991年 - 沢口けいこ、アイドル（元predia）
- 1991年 - 高須英暢、元サッカー選手
- 1991年 - レベッカ・ジェイムス、自転車選手
- 1992年 - 池田駿、元プロ野球選手
- 1992年 - 龔俊、俳優
- 1993年 - 北原沙弥香、声優
- 1993年 - 柴野嵩大、俳優、声優
- 1993年 - 高橋侑希、レスリング選手
- 1994年 - 押田柊、ミュージカル俳優
- 1994年 - 朱婷、バレーボール選手
- 1995年 - 阿部マリア、タレント（元AKB48）
- 1995年 - 菅井友香、タレント（元櫻坂46）
- 1995年 - 愛原ありさ、声優（元アース・スター ドリーム）
- 1995年 - 光永祐也、サッカー選手
- 1995年 - 東克樹、プロ野球選手
- 1996年 - 田口真奈、野球選手
- 1997年 - 小林れい、モデル（元夢みるアドレセンス）
- 1998年 - 平野歩夢、スノーボード選手
- 1999年 - 黒原拓未、プロ野球選手
- 2000年 - 黒宮れい、歌手、アイドル
- 2000年 - 篠原夢、声優
- 2000年 - 宮㟢海斗、サッカー選手
- 2000年 - 東藤なな子、バスケットボール選手
- 2001年 - SUZUKA、歌手（新しい学校のリーダーズ）
- 2003年 - 藤倉朱里、画家
- 2004年 - 大東立樹、俳優
- 2004年 - 山岡雅弥、グラビアアイドル
- 2005年 - グレイス・エマ、女優
- 2006年 - WOONHAK、アイドル（BOYNEXTDOOR）
- 2006年 - 中静悠斗、バドミントン選手
- 2006年 - モイセエフ・ニキータ、プロ野球選手
- 2007年 - 稲葉あずさ、プロレスラー
- 生年不詳 - 綾瀬理恵、シンガーソングライター
- 生年不詳 - 西山絵里香[19]、モデル、レースクイーン
- 生年不詳 - 天野聡美、声優
- 生年不詳 - 常岡智恵、声優、歌手
- 生年不詳 - 西森千豊、声優
- 生年不詳 - 池田多恵子、漫画家
- 生年不詳 - いみぎむる、漫画家、イラストレーター
- 生年不詳 - 恵月ひまわり、漫画家
- 生年不詳 - ことぶきまいむ、漫画家
- 生年不詳 - 霜風るみ、漫画家

## 忌日

### 人物

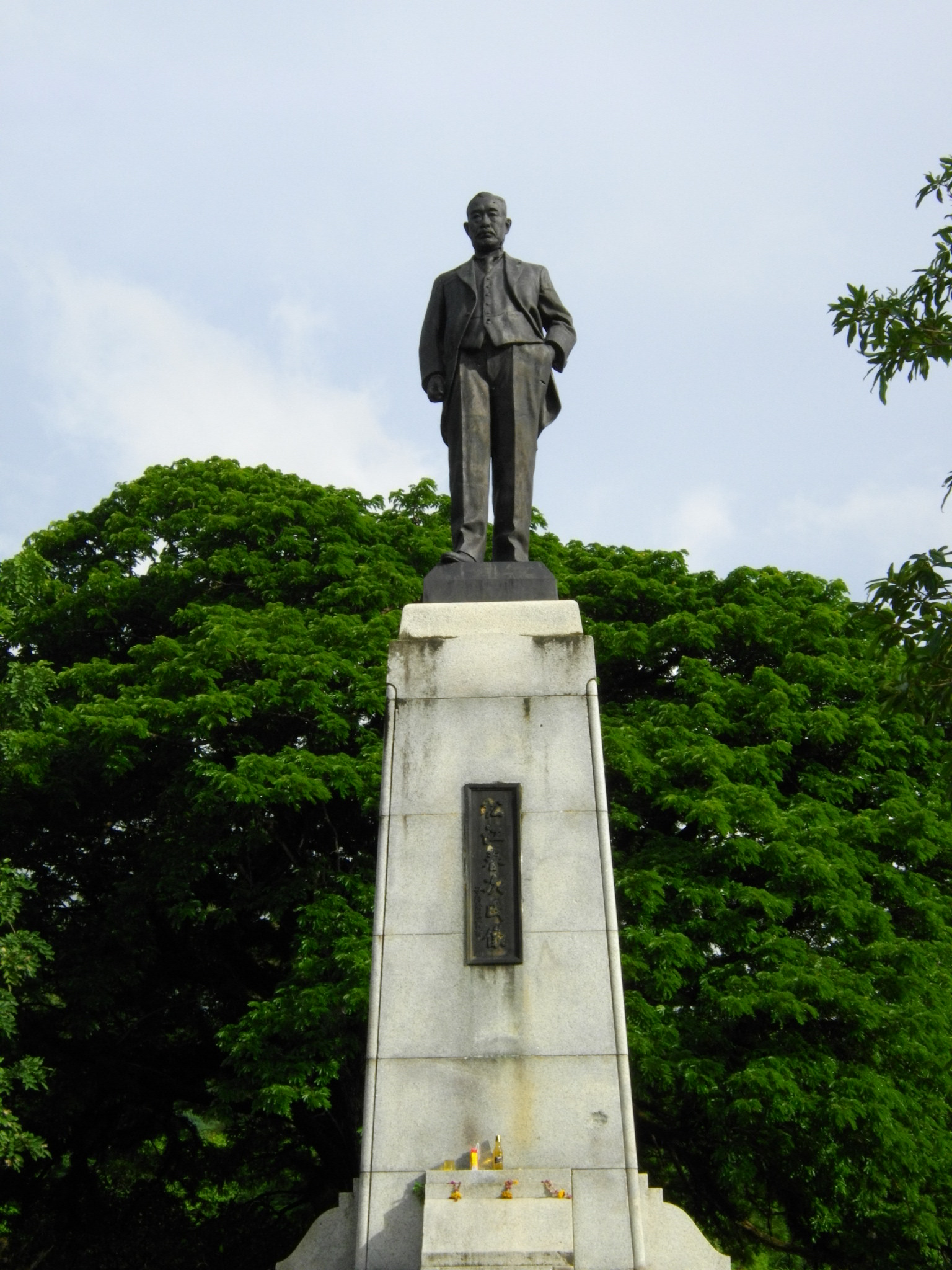
南洋興発創業者松江春次(1876 - 1954)没。画像は、サイパン島の砂糖王公園に立つの松江の銅像。

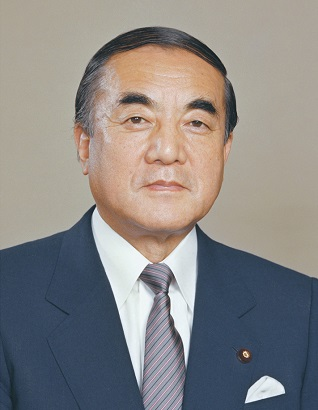
政治家、第71・72・73代内閣総理大臣中曽根康弘(1918-2019)没。

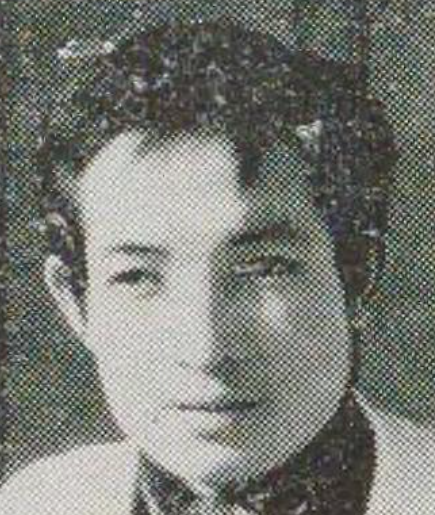
俳優、声優、作詞家井上真樹夫(1938-2019)没。

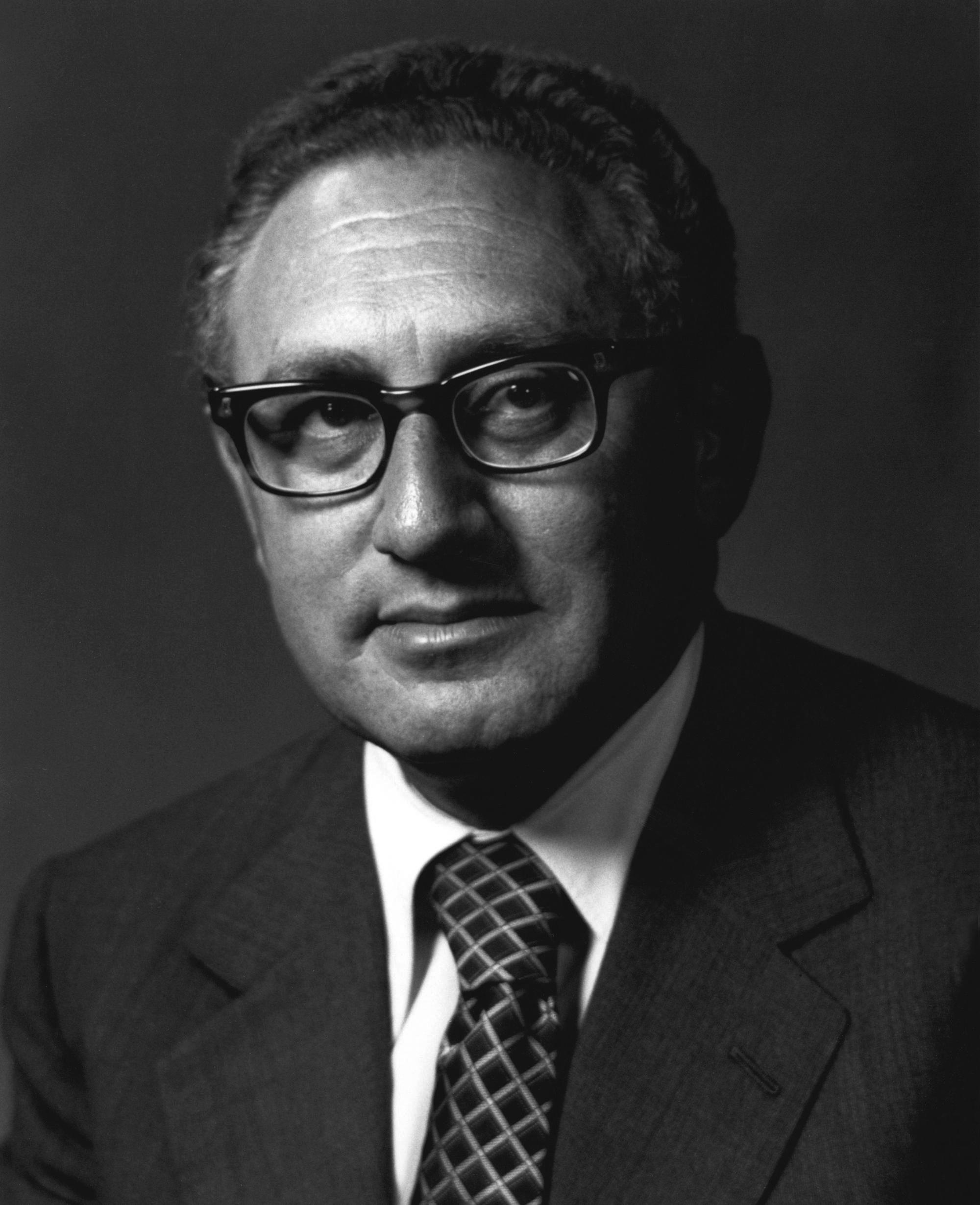
政治家、元アメリカ合衆国国務長官ヘンリー・キッシンジャー(1965-1992)没。ベトナム和平協定に貢献し、ノーベル平和賞を受賞。

- 728年（神亀5年10月20日） - 義淵、法相宗の僧
- 880年 - カールマン、東フランク王（* 830年頃）
- 1268年 - クレメンス4世、ローマ教皇（* 1200年頃）
- 1314年 - フィリップ4世、フランス王（* 1268年）
- 1318年 - フラウエンロープ、詩人（* 1250年 - 1260年頃）
- 1378年 - カール4世、神聖ローマ皇帝（* 1316年）
- 1501年 - フランチェスコ・ディ・ジョルジョ・マルティーニ、彫刻家、画家、建築家（* 1439年）
- 1516年 - ジョヴァンニ・ベリーニ、画家（* 1430年頃）
- 1530年 - トマス・ウルジー、枢機卿、ヘンリー8世の相談役（* 1475年）
- 1543年 - ハンス・ホルバイン、画家（* 1497年か1498年）
- 1585年（天正13年10月8日） - 伊達輝宗、出羽国の戦国大名（* 1544年）
- 1585年（天正13年10月8日） - 二本松義継、陸奥国の戦国大名（* 1552年）
- 1594年 - アロンソ・デ・エルシージャ（スペイン語版）、詩人、軍人（* 1533年）
- 1602年 - アントニー・ホルボーン、作曲家（* 1545年頃）
- 1632年 - フリードリヒ5世、プファルツ選帝侯（* 1596年）
- 1641年（寛永18年10月27日） - 三浦正次、江戸幕府六人衆（若年寄）（* 1599年）
- 1643年 - クラウディオ・モンテヴェルディ、作曲家（* 1567年）
- 1682年 - ルパート、カンバーランド公（* 1619年）
- 1702年（元禄15年10月11日） - 南部行信、盛岡藩主（* 1642年）
- 1717年（享保2年10月27日） - 松平定重、高田藩主（* 1644年）
- 1762年（宝暦12年10月14日） - 安藤昌益、経世家（* 1703年）
- 1776年 - ザネッタ・ファルッシ（英語版）、喜劇女優（* 1707年）
- 1780年 - ヒエロニムス・ダーヴィト・ガウビウス（英語版）、医師、化学者（* 1705年）
- 1780年 - マリア・テレジア、オーストリア女帝（* 1717年）
- 1790年 - ジャン＝ジョゼフ・カペラー（英語版）、画家、建築家、幾何学者（* 1706年）
- 1793年 - アントワーヌ・バルナーヴ、フランス革命期の政治家（* 1761年）
- 1830年 - シャルル・シモン・カテル、作曲家（* 1773年）
- 1832年 - カール・ルドルフィ、博物学者、寄生虫研究者（* 1771年）
- 1838年（天保9年10月13日） - 松平定永、桑名藩主（* 1791年）
- 1856年 - フレデリック・ウィリアム・ビーチー、海軍将校、地理学者（* 1796年）
- 1861年 - カール・ヨハン・ファールクランツ、画家（* 1774年）
- 1861年 - ニコライ・ドブロリューボフ、文芸評論家（* 1836年）
- 1868年（明治元年10月16日） - 鷹司政通、江戸時代の公卿（* 1789年）
- 1872年 - メアリー・サマヴィル、サイエンスライター、博学者（* 1780年）
- 1872年 - ホレス・グリーリー、ジャーナリスト、アメリカ合衆国下院議員（* 1811年）
- 1897年 - 箕作麟祥、啓蒙思想家（* 1846年）
- 1905年 - 伊達宗徳、宇和島藩主（* 1830年）
- 1923年 - 池田謙三、銀行家、元第百銀行頭取（* 1855年）
- 1924年 - ジャコモ・プッチーニ、作曲家（* 1858年）
- 1929年 - 佐分利貞男、外交官（* 1879年）
- 1930年 - 柳家小さん (3代目)、落語家（* 1855年）
- 1930年 - 田部シメ子、小説家太宰治の愛人（* 1912年）
- 1935年 - 松本長、能楽師（* 1877年）
- 1942年 - 藤浪剛一、医学者、放射線科医（* 1880年）
- 1944年 - 分部光謙、大溝藩主（* 1862年）
- 1944年 - 阿部俊雄、日本海軍の少将（* 1896年）
- 1950年 - 馬占山、軍人（* 1885年）
- 1950年 - ウオルター・ビーチ、ビーチクラフト創業者（* 1891年）
- 1953年 - ガントレット恒、社会運動家、女性参政権運動家（* 1873年）
- 1954年 - 松江春次、実業家、南洋興発創業者
- 1955年 - ルネ・ポール・シャンベラン（英語版）、彫刻家（* 1893年）
- 1957年 - 徳川武定、松戸徳川家の初代当主（* 1888年）
- 1957年 - エーリヒ・ヴォルフガング・コルンゴルト、作曲家（* 1897年）
- 1958年 - ハンス・ヘニー・ヤーン、作家、オルガン制作者（* 1894年）
- 1959年 - フリッツ・ブルン、作曲家（* 1878年）
- 1959年 - 佐伯矩、栄養学者（* 1886年）
- 1960年 - フォルトゥナート・デペーロ、画家、デザイナー、彫刻家（* 1892年）
- 1963年 - エルネスト・レクオーナ、作曲家（* 1896年）
- 1969年 - 細川忠雄、新聞記者（* 1909年）
- 1970年 - ニナ・リッチ（フランス語版）、デザイナー、二ナ・リッチ創業者（* 1883年）
- 1970年 - 石河京市、社会運動家、政治家、元横浜市長（* 1898年）
- 1971年 - ハインツ・ティーセン、作曲家（* 1887年）
- 1973年 - 一ノ瀬泰造、報道写真家（* 1947年）
- 1974年 - 彭徳懐、政治家（* 1898年）
- 1974年 - ジェームス・J・ブラドック、プロボクサー（* 1905年）
- 1975年 - グラハム・ヒル、F1レーサー（* 1929年）
- 1975年 - トニー・ブライズ、F1レーサー（* 1952年）
- 1979年 - 千葉三郎、政治家、元労働大臣、宮城県知事、東京農業大学学長（* 1894年）
- 1980年 - ドロシー・デイ、社会運動家（* 1897年）
- 1981年 - ナタリー・ウッド、女優（* 1938年）
- 1982年 - パーシー・ウィリアムズ、陸上競技選手（* 1908年）
- 1986年 - ケーリー・グラント、俳優（* 1904年）
- 1988年 - 秋田大助、政治家、元自治大臣・法務大臣（* 1906年）
- 1988年 - ニールス・ベジェロット（英語版）、精神科医、犯罪学者（* 1921年）
- 1988年 - 福田昌久、元プロ野球選手（* 1934年）
- 1991年 - ラルフ・ベラミー、俳優（* 1904年）
- 1991年 - フランク・ヤービー（英語版）、作家（* 1916年）
- 1991年 - 川口敬次郎、元プロ野球選手（* 1919年）
- 1991年 - 河内忠吾、野球選手、監督（* 1930年）
- 1992年 - 剱木亨弘、官僚、政治家、元文部大臣（* 1901年）
- 1992年 - ジャン・デュドネ、数学者（* 1906年）
- 1992年 - エミリオ・プッチ、ファッションデザイナー（* 1914年）
- 1994年 - チャーリー・スミス（英語版）、プロ野球選手（* 1937年）
- 1997年 - ヘイキ・サボライネン（英語版）、体操選手（* 1907年）
- 1999年 - 岩本薫（本因坊薫和）、囲碁棋士（* 1902年）
- 1999年 - 服部正也、銀行家、日本人初の世界銀行副総裁（* 1918年）
- 1999年 - キノトール、劇作家、脚本家（* 1922年）
- 1999年 - ハーバート・フロイデンバーガー（英語版）、心理学者（* 1926年）
- 2000年 - 下元勉、俳優（* 1917年）
- 2001年 - 伊藤憲治、グラフィックデザイナー（* 1915年）
- 2001年 - ジョージ・ハリスン、ミュージシャン （元ビートルズ）（* 1943年）
- 2001年 - 水谷則博、元プロ野球選手（* 1950年）
- 2002年 - 家永三郎、歴史学者（* 1913年）
- 2002年 - ダニエル・ジェラン、俳優（* 1921年）
- 2003年 - 奥克彦、外交官（* 1958年）
- 2003年 - 井ノ上正盛、外交官（* 1973年）
- 2004年 - ジョン・ドリュー・バリモア、俳優（* 1932年）
- 2005年 - 辻英雄、政治家（* 1919年）
- 2005年 - ヴィック・パワー（英語版）、プロ野球選手（* 1927年）
- 2005年 - ウェンディ・ジョー・スパーバー、女優（* 1958年）
- 2005年 - ダヴィド・ディ・トマソ、サッカー選手（* 1979年）
- 2006年 - レオン・ニェムチック、俳優（* 1923年）
- 2006年 - 飯塚理八[20]、産婦人科医、日本不妊学会会長、日本産婦人科学会会長（* 1924年）
- 2006年 - アレン・カー、禁煙運動家（* 1934年）
- 2006年 - 実相寺昭雄、映画監督（* 1937年）
- 2007年 - 小口健二、実業家、元フロム・ファーストプロダクション社長（* 1948年）
- 2008年 - ヨーン・ウツソン、建築家（* 1918年）
- 2009年 - 川崎展宏、俳人、国文学者（* 1927年）
- 2009年 - ロバート・ホールドストック、SF作家（* 1948年）
- 2010年 - モーリス・ウィルクス、計算機科学者（* 1913年）
- 2010年 - マリオ・モニチェリ、映画監督（* 1915年)
- 2010年 - ベッラ・アフマドゥーリナ、詩人、翻訳家（* 1937年)
- 2011年 - 林雄二郎、官僚、未来学者（* 1916年）
- 2012年 - バディ・ロバーツ、プロレスラー（* 1945年）
- 2013年 - 飯田一男[21]、実業家、飯田グループホールディングス会長（* 1938年）
- 2014年 - マーク・ストランド、詩人（* 1934年）
- 2014年 - 鈴木武右衛門、彫刻家（* 1949年）
- 2015年 - 近藤等、フランス文学者、翻訳家、登山家、早稲田大学名誉教授（* 1921年）
- 2016年 - 小川宏、アナウンサー、司会者（* 1926年）
- 2016年 - 時枝正昭、内科医、政治家、元宇佐市長（* 1934年）
- 2016年 - チャンス青木、お笑い芸人（* 1943年または1944年）
- 2016年 - 保巌、武道家、全日本少林寺流空手道連盟錬心舘第二代宗家（* 1948年）
- 2017年 - 伊藤成彦、政治学者、文芸評論家、中央大学名誉教授（* 1931年）
- 2017年 - スロボダン・プラリャク、軍人、元クロアチア防衛評議会司令官（* 1945年）
- 2018年 - 赤木春恵、女優（* 1924年）
- 2018年 - 川崎優、指揮者、作曲家、常葉大学名誉教授（* 1924年）
- 2018年 - 崎山博樹、元騎手、調教師（* 1950年）
- 2019年 - 中曽根康弘、政治家、第71-73代内閣総理大臣（* 1918年）
- 2019年 - 岡田宏、元日本鉄道建設公団総裁（* 1930年）
- 2019年 - 井上真樹夫、声優（* 1938年）
- 2019年 - 杉江宗祐、政治家、元鹿角市長（* 1939年）
- 2020年 - 石上善應、浄土宗僧侶、仏教学者、元淑徳短期大学学長、大正大学名誉教授（* 1929年）
- 2020年 - ベン・ボーヴァ、SF作家、編集者（* 1932年）
- 2020年 - 浜四津敏子、政治家、弁護士（* 1945年）
- 2020年 - パパ・ブバ・ディオプ、元サッカー選手（* 1978年）
- 2021年 - アーレン・ダール、女優（* 1925年）
- 2021年 - 石川実、英文学者、慶應義塾大学名誉教授（* 1927年）
- 2021年 - ラマー・ホイト、元プロ野球選手（* 1955年）
- 2021年 - 白崎彩子、ジャズピアニスト（* 1969年）
- 2022年 - ヒロシ・H・ミヤムラ、元軍人、実業家（* 1925年）
- 2022年 - 西野虎之介[22]、銀行家、元常陽銀行頭取（* 1930年）
- 2022年 - 仁志田博司[23]、医師、東京女子医科大学名誉教授（* 1942年）
- 2023年 - ヘンリー・キッシンジャー、政治家、国際政治学者（* 1923年）
- 2023年 - エリオット・アーウィット、写真家（* 1928年）
- 2023年 - 山田太一、脚本家、作家（* 1934年）
- 2023年 - 小池潜、山岳写真家（* 1938年）
- 2023年 - 野口泰弘、元バレーボール選手、1972年ミュンヘン五輪金メダリスト（* 1946年）
- 2023年 - ミシェル・リヴァジ、政治家、欧州議会議員（* 1955年）
- 2024年 - 斎藤文夫、政治家、浮世絵蒐集家、川崎浮世絵ギャラリー名誉館長、元藤沢市藤澤浮世絵館顧問（* 1928年）
- 2024年 - 簡肇棟、医師、放射線科医、政治家、元台湾台中市大里区長（* 1955年）

### 人物以外（動物など）
- 2011年 - だいすけ君、『だいすけ君が行く!!ポチたま新ペットの旅』に出演していたラブラドール・レトリバー（* 2005年）

## 記念日・年中行事
- パレスチナ人民連帯国際デー
1977年の国連総会で制定された国際デー。1947年のこの日、国連総会でパレスチナ分割に関する決議が採択されたことを記念。
- 解放記念日（ アルバニア）
1944年のこの日、第二次大戦でドイツに占領されていたアルバニアが、パルチザン（英語版）とソ連軍によって全土解放された。
- ウィリアム・タブマン誕生日（ リベリア）
第19代リベリア大統領ウィリアム・タブマンの誕生日。
- 祖国統一の日（ バヌアツ）
1970年代初頭、バヌアツ共和国最初の政党である新ヘブリディーズ国民党が設立され、1974 年にバヌアアク党に改名された。この党は主に英語を話す人々によって支持された。 その後、フランス人の支援を受けた他の政党も設立され、バヌアアク党は他の政党と対立。バヌアアク党は、1977年に臨時政府の樹立を宣言した。この出来事を「unity day」として記念[24]。
- 議会開設記念日（ 日本）
1890年11月29日に、初の帝国議会が開かれたことに由来。
- いい肉の日（ 日本）
宮崎県の「より良き宮崎牛作り対策協議会」が制定。「い(1)い(1)に(2)く(9)」の語呂合せ。
- ダンスの日（ 日本）
1883年11月29日、鹿鳴館が一般向けにも開館されたことを記念し、日本ボールルームダンス連盟が制定[25]。
- 飯田焼肉の日( 日本）
長野県飯田市及び同県下伊那郡の精肉店を中心とする「飯田下伊那食肉組合」と、飯田市の老舗みそメーカー「マルマン株式会社」が共同で制定。「い(1)い(1)だやきに(2)く(9)の語呂合せ。